# Gordon Downie (nadador)
Gordon Downie (Reino Unido, 3 de marzo de 1955) es un nadador británico retirado especializado en pruebas de estilo libre, donde consiguió ser medallista de bronce olímpico en 1976 en los 4x200 metros estilo libre.

## Carrera deportiva
En los Juegos Olímpicos de Montreal 1976 ganó la medalla de bronce en los 4x100 metros estilo libre, con un tiempo de 7:32.11 segundos, tras Estados Unidos (oro) y la Unión Soviética (plata), siendo sus compañeros de equipo los nadadores: Alan McClatchey, Brian Brinkley y David Dunne.